# Prionotus teaguei
Prionotus teaguei är en fiskart som beskrevs av Briggs, 1956. Prionotus teaguei ingår i släktet Prionotus och familjen knotfiskar. IUCN kategoriserar arten globalt som sårbar. Inga underarter finns listade i Catalogue of Life.